# Rhodésie aux Jeux olympiques d'été de 1964
La Rhodésie du Sud (présente sous le nom Rhodésie) participe pour la troisième fois aux Jeux olympiques d'été en envoyant 29 sportifs pour les Jeux de 1964 organisés à Tokyo.

## Athlétisme
Trois compétiteurs sont présents : Johan Du Preez, Mathias Kanda et Robson Mrombe.

## Boxe
Jannie Gibson est le seul boxeur de la délégation.

## Hockey sur gazon
L'équipe masculine participe à la compétition. Elle est composée de Roy Barbour, Tinker Beets, Dereck Brain, Graham Cumming, Beverly Faulds, Lloyd Koch, Ian Mackay, John McPhun, Robert Robertson, Ronald Spence, Des Tomlinson, William Turpin, Robert Ullyett, Anthony Unger et Kevin van Blomestein.

## Natation
Marilyn Sildelsky et Jenny Wood sont les deux nageuses de la délégation.

## Plongeon
Sarie Bezuidenhout et Lindsay Grant-Stuart sont accompagnées dans la discipline par Terry Rossiter.

## Tir
Johannes Lamprecht et John Richards sont les deux tireurs de la délégation.

## Voile
David Butler, Anthony Crossley et Michael McFadden représentent la Rhodésie dans la discipline.